# فرودگاه نیروی هوایی سلطنتی شاوبری
فرودگاه نیروی هوایی سلطنتی شاوبری (به انگلیسی: RAF Shawbury) یک فرودگاه نظامی است که یک باند فرود آسفالت دارد و طول باند آن ۱۳۷۹ متر است. این فرودگاه در کشور انگلستان قرار دارد و در ارتفاع ۷۶ متری از سطح دریا واقع شده است.